# ويلر (تكساس)
ويلر (بالإنجليزية: Wheeler)‏ هي مدينة أمريكية تقع في ولاية تكساس.تبلغ مساحة هذه المدينة 4 (كم²)،ويبلغ عدد سكانها 1378 نسمة حسب إحصاء سنة 2010 م. تشير إحصاءات سنة 2000م بأن الكثافة السكانية في هذه المدينة تقدر بـ(347.7) نسمة/كم2.

## التركيبة السكانية
حدّد مكتب تعداد الولايات المتحدة بيانات التركيبة السكانية لويلر في تعداد الولايات المتحدة. في ما يلي، التركيبة السكانية حسب تعدادي 2000 و2010.

### تعداد عام 2000
بلغ عدد سكان ويلر 1,378 نسمة بحسب تعداد عام 2000، وبلغ عدد الأسر 520 أسرة وعدد العائلات 365 عائلة مقيمة في المدينة. في حين سجلت الكثافة السكانية 348 نسمة لكل كيلومتر مربع (901.3/ميل2). وبلغ عدد الوحدات السكنية 612 وحدة بمتوسط كثافة قدره 154.5 لكل كيلومتر مربع (400.2/ميل2).
وتوزع التركيب العرقي للمدينة بنسبة 85.05% من البيض و1.81% من الأمريكيين الأفارقة و0.44% من الأمريكيين الأصليين و0.15% من الأمريكيين ذوي الأصول الآسيوية و10.60% من الأعراق الأخرى و1.96% من عرقين مختلطين أو أكثر و18.07% من الهسبانيون أو اللاتينيون من أي عرق.
بلغ عدد الأسر 520 أسرة كانت نسبة 36.7% منها لديها أطفال تحت سن الثامنة عشر تعيش معهم، وبلغت نسبة الأزواج القاطنين مع بعضهم البعض 58.8% من أصل المجموع الكلي للأسر، ونسبة 8.5% من الأسر كان لديها معيلات من الإناث دون وجود شريك، بينما كانت نسبة 2.9% من الأسر لديها معيلون من الذكور دون وجود شريكة وكانت نسبة 29.8% من غير العائلات. تألفت نسبة 28.3% من أصل جميع الأسر من عدة أفراد يعيشون في نفس المنزل ونسبة 18.5% كانت تتألف من شخص يعيش بمفرده يبلغ من العمر 65 عاماً أو أكثر. وبلغ متوسط حجم الأسرة المعيشية 2.48، أما متوسط حجم العائلات فبلغ 3.04.
بلغ العمر الوسطي للسكان 41.3 عاماً. وكانت نسبة 25% من القاطنين تحت سن الثامنة عشر، وكانت نسبة 8.3% بين الثامنة عشر والرابعة والعشرين عاماً، ونسبة 21.2% كانت واقعةً في الفئة العمرية ما بين الخامسة والعشرين والرابعة والأربعين عاماً، ونسبة 22.4% كانت ما بين الخامسة والأربعين والرابعة والستين، ونسبة 16.8% كانت ضمن فئة الخامسة والستين عاماً فما فوق. يوجد لكل 100 أنثى 89.7 ذكر، ويوجد لكل 100 أنثى في الثامنة عشر من عمرها فما فوق 85.5 ذكر.
بلغ متوسط دخل الأسرة في المدينة 31,375 دولارًا، أما متوسط دخل العائلة فبلغ 36,667 دولارًا. وكان متوسط دخل الذكور 27,679 دولارًا مقابل 16,723 دولارًا للإناث. وسجل دخل الفرد الخاص بالمدينة 17,224 دولارًا. وكانت نسبة 6.8% من العائلات ونسبة 10.2% من السكان تحت خط الفقر، وكان من هؤلاء نسبة 13.3% تحت سن الثامنة عشر ونسبة 10.7% في الخامسة والستين من العمر وما فوق.

### تعداد عام 2010
بلغ عدد سكان ويلر 1,592 نسمة بحسب تعداد عام 2010، وبلغ عدد الأسر 564 أسرة وعدد العائلات 415 عائلة مقيمة في المدينة. في حين سجلت الكثافة السكانية 402 نسمة لكل كيلومتر مربع (1,041.2/ميل2). وبلغ عدد الوحدات السكنية 667 وحدة بمتوسط كثافة قدره 168.4 لكل كيلومتر مربع (436.2/ميل2).
وتوزع التركيب العرقي للمدينة بنسبة 74.25% من البيض و0.57% من الأمريكيين الأفارقة و0.38% من الأمريكيين الأصليين و0.44% من الأمريكيين ذوي الأصول الآسيوية و22.24% من الأعراق الأخرى و2.14% من عرقين مختلطين أو أكثر و41.77% من الهسبانيون أو اللاتينيون من أي عرق.
بلغ عدد الأسر 564 أسرة كانت نسبة 40.2% منها لديها أطفال تحت سن الثامنة عشر تعيش معهم، وبلغت نسبة الأزواج القاطنين مع بعضهم البعض 59% من أصل المجموع الكلي للأسر، ونسبة 9.6% من الأسر كان لديها معيلات من الإناث دون وجود شريك، بينما كانت نسبة 5% من الأسر لديها معيلون من الذكور دون وجود شريكة وكانت نسبة 26.4% من غير العائلات. تألفت نسبة 23% من أصل جميع الأسر من عدة أفراد يعيشون في نفس المنزل ونسبة 12.2% كانت تتألف من شخص يعيش بمفرده يبلغ من العمر 65 عاماً أو أكثر. وبلغ متوسط حجم الأسرة المعيشية 2.74، أما متوسط حجم العائلات فبلغ 3.26.
بلغ العمر الوسطي للسكان 33.5 عاماً. وكانت نسبة 29.3% من القاطنين تحت سن الثامنة عشر، وكانت نسبة 8% بين الثامنة عشر والرابعة والعشرين عاماً، ونسبة 27.7% كانت واقعةً في الفئة العمرية ما بين الخامسة والعشرين والرابعة والأربعين عاماً، ونسبة 20% كانت ما بين الخامسة والأربعين والرابعة والستين، ونسبة 14.9% كانت ضمن فئة الخامسة والستين عاماً فما فوق. وتوزع التركيب الجنسي للسكان بنسبة 49.7% ذكور و50.3% إناث.

## أعلام
- سامي ويليام
- دون ريفز
- ألان بين